# Lo Chambon de Senta Crotz
Chambon Senta Crotz (en francès Chambon-Sainte-Croix) és una comuna (municipi) de França, a la regió de la Nova Aquitània, departament de la Cruesa. La seva població al cens de 1999 era de 86 habitants. Està integrada a la Communauté de communes des Deux Vallées.

## Demografia
| 1968 | 1975 | 1982 | 1990 | 1999 |
| ---- | ---- | ---- | ---- | ---- |
| 157  | 138  | 108  | 84   | 86   |

## Administració
| Període   | Identitat           | Partit |
| --------- | ------------------- | ------ |
| 1989-1995 | Ginette Pradeau     |        |
| 1995-2006 | Gilles Rossignol    |        |
| 2006-2008 | Jacky Delage        |        |
| 2008-2009 | Jean-Pierre Barjaud |        |
| 2009-2010 | Jacky Delage        |        |
| 2010-     | Patrick Tixier      |        |